# 那江烟花那江雨
《那江烟花那江雨》，前名《语星如愿之步步杀机》，2020年中国大陆清朝古装电视剧。是由张凯执导，吴佳怡、赵弈钦、韩玖诺、于轩鸿灏（于尚煦）、吴婧靓领衔主演，甘婷婷、王铭铎、高雨儿、斯琴高娃、何佳怡、姚安濂、徐松、岳跃利联合主演的清朝宫鬥电视剧。于2020年7月8日播出。
该剧讲述了情同姐妹的赵语星与萩祺二人，因遭受叛军追杀流离失所而分别之后，语星为求灭门真相进入太医院，而萩祺则兜兜转转入宫成为后妃；两人在阴谋诡计层出不穷的宫廷中，化解重重困难，斗智斗勇、步步成长的人生故事。

## 播出时间
| 频道        | 所在地   | 播出日期      | 播出时间                    | 备注 |
| ----------- | -------- | ------------- | --------------------------- | ---- |
| 芒果TV      | 中国     | 2020年7月8日  | 每周三、周四晚20：00更新2集 |      |
| astro全佳HD | 马来西亚 | 2020年7月20日 | 每天 19:00-20:00            |      |

## 劇情介紹
崇德三年，感情甚好的太医之女赵语星与李彩凰因叛军之乱而分离。语星为了查找全家被杀的真相，也为了寻找彩凰，在御前侍卫岳鬃麟的帮助下，成功考入御膳房，并在那里遇到了彩凰。原来彩凰在逃亡时，受到叛军的欺负，幸被寻找离家之女的寨桑所救。彩凰为了报恩，便顶替寨桑之女萩祺，进宫成了庶福晋，后因不小心打碎了皇上御赐的手镯，便被淑妃贬到此处服苦役。两人虽不慕名利，但却引来淑妃的嫉恨。自此，两人被卷入了风谲云诡的宫中生活。语星向来聪慧睿智、乐观正义，她协助鬃麟侦破了扎鲁特博尔济吉特庶妃被杀案、解除了福陵的瘟疫之患、破解了真假萩祺案，与鬃麟一起平息了哲里的叛乱，并帮助萩祺一路晋升为梅妃。语星最终找到了父母被杀的真相，后与鬃麟出宮浪跡天涯，过上了閒雲野鶴的日子，一路行醫。

## 演员列表

### 主要演员
| 演員           | 角色                      | 介紹 |
| 吴佳怡         | 趙語星                    | 个性乐观善良、智慧机灵、爽朗可爱，有侠女风范。武功一般却从不服输，不仅擅长厨艺，喜爱研发新奇搭配，且极具医术天赋，刻苦钻研救人于危难之间。                                   |
| 赵弈钦         | 岳鬃麟                    | 岳兴邦之子，与赵语星相爱，与淑妃有亲如姐弟的情义，与皇上亦是君臣也是知己，正四品御前侍卫。个性高冷，勇于担当，武功高强，精通刀、剑、棍等武器，武术造诣融合了少林、武当绝学。 |
| 韩玖诺         | 李彩凰／假（鈕祜祿•萩祺） | 个性柔弱、单纯善良，对感情十分执着。世事的变故导致她有时做事有些极致，但在内心依旧充满着爱。                                                                                 |
| 于轩鸿灏（于尚煦） | 王逸维                    | 谪仙美男，与彩凰相恋。正四品太常寺少卿，个性温润儒雅，擅长彩陶雕塑等。 |

### 後宮妃嬪
| 演員   | 角色               | 介紹 |
| 何佳怡 | 皇后               | 皇上最为敬重的女人，个性传统，温婉大气，擅长掩饰自己情绪，心机颇重。                                                 |
| 甘婷婷 | 淑妃               | 哲里的妹妹，岳鬃麟的义姐。皇上十分看中的女人，高智商、高情商、高手腕。表面端庄优雅，内里阴狠，很懂得把握皇上的心思。 |
| 趙愷依 | 佟佳氏             | 吃貨。 |
| 夏夢   | 烏雅•琪琪格        | 烏雅•圖格之女。 |
| 宋雨晴 | 扎魯特博爾濟吉特氏 | |

### 大清皇族
| 演員     | 角色 | 介紹                                           |
| 斯琴高娃 | 太后 |                                                |
| 王铭铎   | 皇上 | 个性喜怒不定却不失英明果决，有抱负，志在天下。 |

### 其他演员
| 演員     | 角色              | 介紹                                           |
| 斯琴高娃 | 太后              |                                                |
| 王铭铎   | 皇上              | 个性喜怒不定却不失英明果决，有抱负，志在天下。 |
| 高雨儿   | 真（鈕祜祿•萩祺） |                                                |
| 吴婧靓   | 红儿              |                                                |
| 姚安濂   | 寨桑              |                                                |
| 徐松子   | 虹姨              |                                                |
| 岳跃利   | 張翠花            |                                                |

## 电视剧歌曲
| 曲序 | 曲目                   |        | 作曲   | 演唱         |
| ---- | ---------------------- | ------ | ------ | ------------ |
| 1.   | 無心人(男版)（片頭曲） | 劉鳳瑤 | 劉鳳瑤 | 劉鳳瑤       |
| 2.   | 無心人(女版)（片頭曲） | 劉鳳瑤 | 劉鳳瑤 | 吳佳怡       |
| 3.   | 知曉（片尾曲）         | 劉鳳瑤 | 劉鳳瑤 | 高雨兒、王鵬 |